# Município de Cambridge (condado de Guernsey, Ohio)
Localização do Ohio nos E.U.A.
O município de Cambridge (em inglês: Cambridge Township) é um local localizado no condado de Guernsey no estado estadounidense de Ohio. No ano 2010 tinha uma população de 14570 habitantes e uma densidade populacional de 161,36 pessoas por km².

## Geografia
O município de Cambridge encontra-se localizado nas coordenadas 40° 02′ 19″ N, 81° 34′ 56″ O. Segundo a Departamento do Censo dos Estados Unidos, o município tem uma superfície total de 90.29 km², da qual 90.11 km² correspondem a terra firme e (0.21%) 0.19 km² é água.

## Demografia
Segundo o censo de 2010, tinha 14570 pessoas residindo no município de Cambridge. A densidade de população era de 161,36 hab./km².